# Montesa
Montesa – gmina w Hiszpanii, w prowincji Walencja, we wspólnocie autonomicznej Walencja, o powierzchni 48,11 km². W 2011 roku liczyła 1353 mieszkańców.
W miejscowości znajduje się stacja kolejowa Montesa.